# Ichneumon cylindricus
Ichneumon cylindricus là một loài tò vò trong họ Ichneumonidae.